# Berula imbricata
Berula imbricata är en växtart i släktet bäckmärken och familjen flockblommiga växter. Den beskrevs av Heinrich Rudolf Schinz och fick sitt nu gällande namn av Krzysztof Spalik och Stephen R. Downie.

## Utbredning
Arten förekommer i Centralafrika, från Kamerun i nordväst till Moçambique i sydost.